# Modal Soul
Modal Soul là album phòng thu thứ hai của nghệ sĩ hip-hop người Nhật Nujabes và được hãng thu âm Hydeout Productions của Nujabes phát hành ngày 11 tháng 11 năm 2005. Cũng giống album trước đó của ông là Metaphorical Music, Modal Soul kết hợp hip-hop với các giai điệu jazz vui tươi, uyển chuyển. Album có sự góp mặt của các nghệ sĩ Cise Starr (thành viên nhóm nhạc CYNE), Akin Yai (thành viên cũ của CYNE), Terry Callier, Shing02, Substantial, Pase Rock, Apani B và Uyama Hiroto.

## Danh sách bài hát
| STT | Nhan đề                                    | Thời lượng |
| --- | ------------------------------------------ | ---------- |
| 1.  | "Feather" (hợp tác với Cise Starr và Akin) | 2:55       |
| 2.  | "Ordinary Joe" (hợp tác với Terry Callier) | 5:07       |
| 3.  | "Reflection Eternal"                       | 4:17       |
| 4.  | "Luv (Sic) Part 3" (hợp tác với Shing02)   | 5:36       |
| 5.  | "Music Is Mine"                            | 4:20       |
| 6.  | "Eclipse" (hợp tác với Substantial)        | 3:34       |
| 7.  | "The Sign" (hợp tác với Pase Rock)         | 4:49       |
| 8.  | "Thank You" (hợp tác với Apani B)          | 4:09       |
| 9.  | "World's End Rhapsody"                     | 5:41       |
| 10. | "Modal Soul" (hợp tác với Uyama Hiroto)    | 4:41       |
| 11. | "Flowers"                                  | 3:59       |
| 12. | "Sea of Cloud"                             | 3:01       |
| 13. | "Light on the Land"                        | 3:55       |
| 14. | "Horizon"                                  | 7:20       |